# Venkovská usedlost čp. 46 (Kosičky)
Venkovská usedlost čp. 46 je menší zemědělská usedlost zřejmě z 2. poloviny 19. století, situovaná v obci Kosičky. Dům byl v roce 2002 Ministerstvem kultury České republiky prohlášen za kulturní památku České republiky.

## Historie
Komplex objektů pochází pravděpodobně z 2. poloviny 19. století a došlo v něm k pozdějším stavebním úpravám, a to zřejmě počátkem 20. století. Od roku 2002 je areál zařazen do seznamu chráněných kulturních památek. V letech 2007–08 proběhla stavební úprava v části bývalého chléva: jednalo se o vytvoření další bytové jednotky. V roce 2009 pak byla kompletně rekonstruována střecha – byl opraven krov, provedeny nové klempířské prvky a eternitová krytina byla vyměněna za pálenou tašku bobrovku. Tato rekonstrukce byla spolufinancována z dotačního programu ministerstva kultury.

## Architektura
Komplex budov se nachází na severozápadním rohu návsi obce a památková ochrana zahrnuje dům usedlosti, stodolu a špýchar. Obytný dům je situován po pravé straně hlavní vjezdové pilířové brány. Je pravděpodobně zděný, s vápennou omítkou. Střecha je sedlová, s jednoduchou lomenicí ve štítu. Po levé straně brány je umístěn špýchar a na něj přímo navazující stodola. Oba objekty jsou zakončeny sedlovou střechou, nicméně výškově se mírně liší. Zajímavostí je jednotné provedení fasád všech budov usedlosti: hrubší světle modrá omítka s hladkými bílými rámci a šambránami.

## Galerie

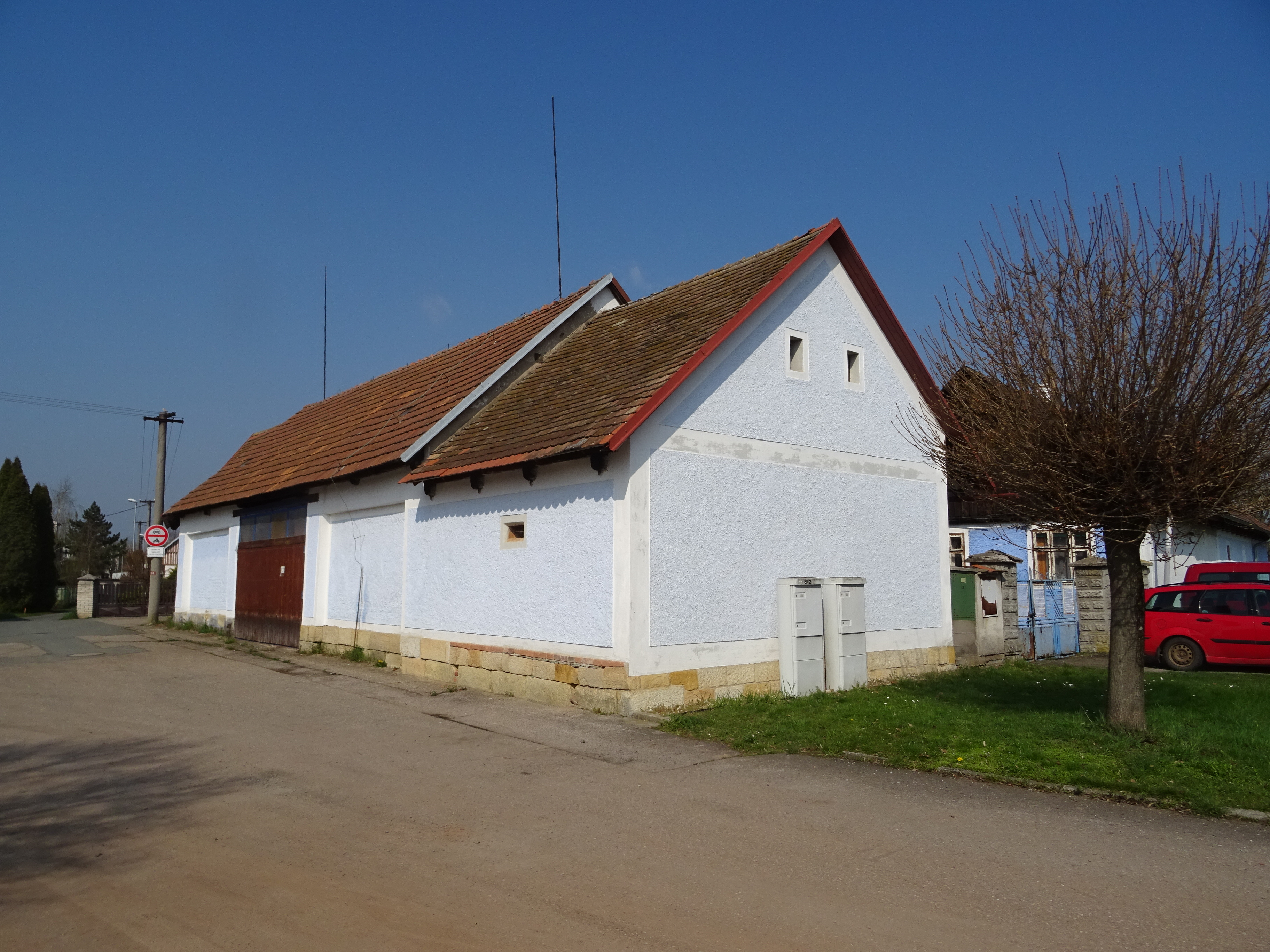
Špýchar (vpředu) a stodola (vzadu)
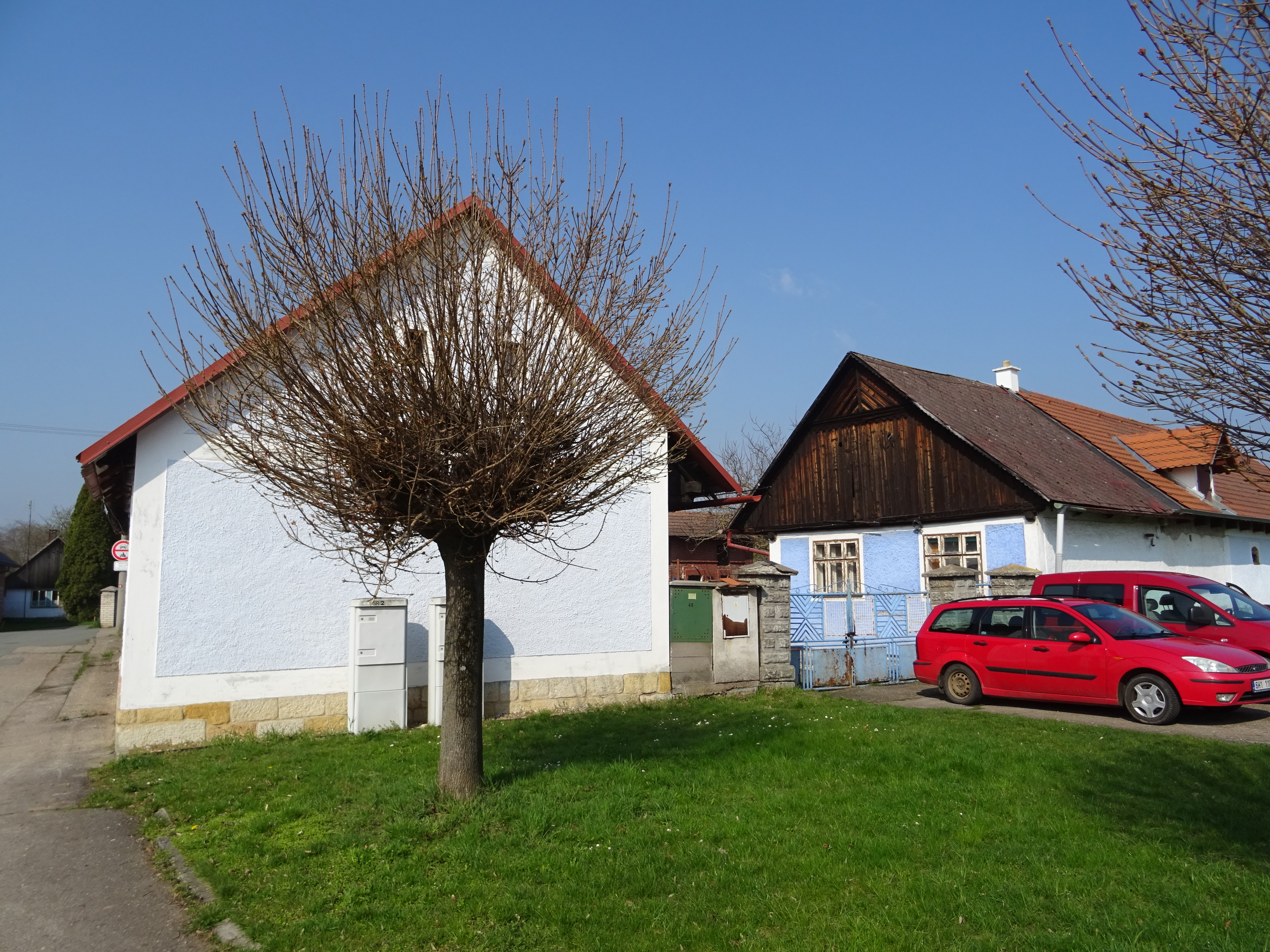
Celkový pohled na usedlost (špýchar, pilířová brána, obytný dům)